# Parafia św. Jodoka w Bezau
Parafia św. Jodoka w Bezau – parafia rzymskokatolicka, administracyjnie należąca do austriackiej diecezji Feldkirch. 